# Autophila sinesafida
Autophila sinesafida är en fjärilsart som beskrevs av Edward P. Wiltshire 1952. Autophila sinesafida ingår i släktet Autophila och familjen nattflyn. Inga underarter finns listade i Catalogue of Life.